# Oersdorf
Oersdorf là một đô thị ở huyện Segeberg, bang Schleswig-Holstein Segeberg, ở bang Schleswig-Holstein, Đức. Đô thị Oersdorf có diện tích 6,65 km², dân số thời điểm ngày 31 tháng 12 năm 2006 là 866 người.